# Writer's Block
Albums de Peter Bjorn and John
Falling Out
(2004) Seaside Rock (en)
(2008)
Singles
1. Young Folks
Sortie : 1 août 2006
2. Let's Call It Off
Sortie : 30 octobre 2006
3. Objects of My Affection
Sortie : 16 avril 2007

Writer's Block est le troisième album du groupe suédois Peter Bjorn and John. Il est paru le 14 août 2006 partout sauf en Amérique du Nord, où il est finalement paru le 6 février 2007.
L'album a largement contribué à faire connaître le trio, virtuellement inconnu hors de son pays natal, notamment grâce au succès du morceau Young Folks, pièce enregistrée avec Victoria Bergsman, anciennement du groupe The Concretes.
La chanson Young Folks s'est classée #5 dans la liste des 100 meilleures chansons de 2006 selon Pitchfork, et l'album Writer's Block lui-même a été classé #24 dans la liste des 50 meilleures parutions de l'année, selon le même magazine.

## Liste des morceaux
Toutes les chansons sont écrites et composées par Peter Morén, Björn Yttling et John Eriksson.
| No  | Titre                                 | Durée |
| --- | ------------------------------------- | ----- |
| 1.  | Writer's Block                        | 0:16  |
| 2.  | Objects of My Affection               | 4:35  |
| 3.  | Young Folks (feat. Victoria Bergsman) | 4:39  |
| 4.  | Amsterdam                             | 3:37  |
| 5.  | Start to Melt                         | 2:15  |
| 6.  | Up Against the Wall                   | 7:06  |
| 7.  | Paris 2004                            | 3:52  |
| 8.  | Let's Call It Off                     | 4:05  |
| 9.  | The Chills                            | 3:50  |
| 10. | Roll the Credits                      | 6:31  |
| 11. | Poor Cow                              | 4:45  |